# Пилипче (Тернопольская область)
Пилипче (укр. Пилипче) — село в Иване-Пустенской сельской общине Чортковского района Тернопольской области Украины.
До 2020 года входило в Борщёвский район.
Код КОАТУУ — 6120886401. Население по переписи 2001 года составляло 1079 человек.

## Географическое положение
Село Пилипче находится на левом берегу реки Ничлава, ниже по течению примыкает село Михалков. На расстоянии в 0,5 км протекает река Днестр.

## История
- 1415 год — первое упоминание как о селе Филиповище.

## Объекты социальной сферы
- Школа I—II ст.
- Дом культуры.
- Фельдшерско-акушерский пункт.

## Достопримечательности
- Братская могила советских воинов.